# 本杰明·泽凡尼

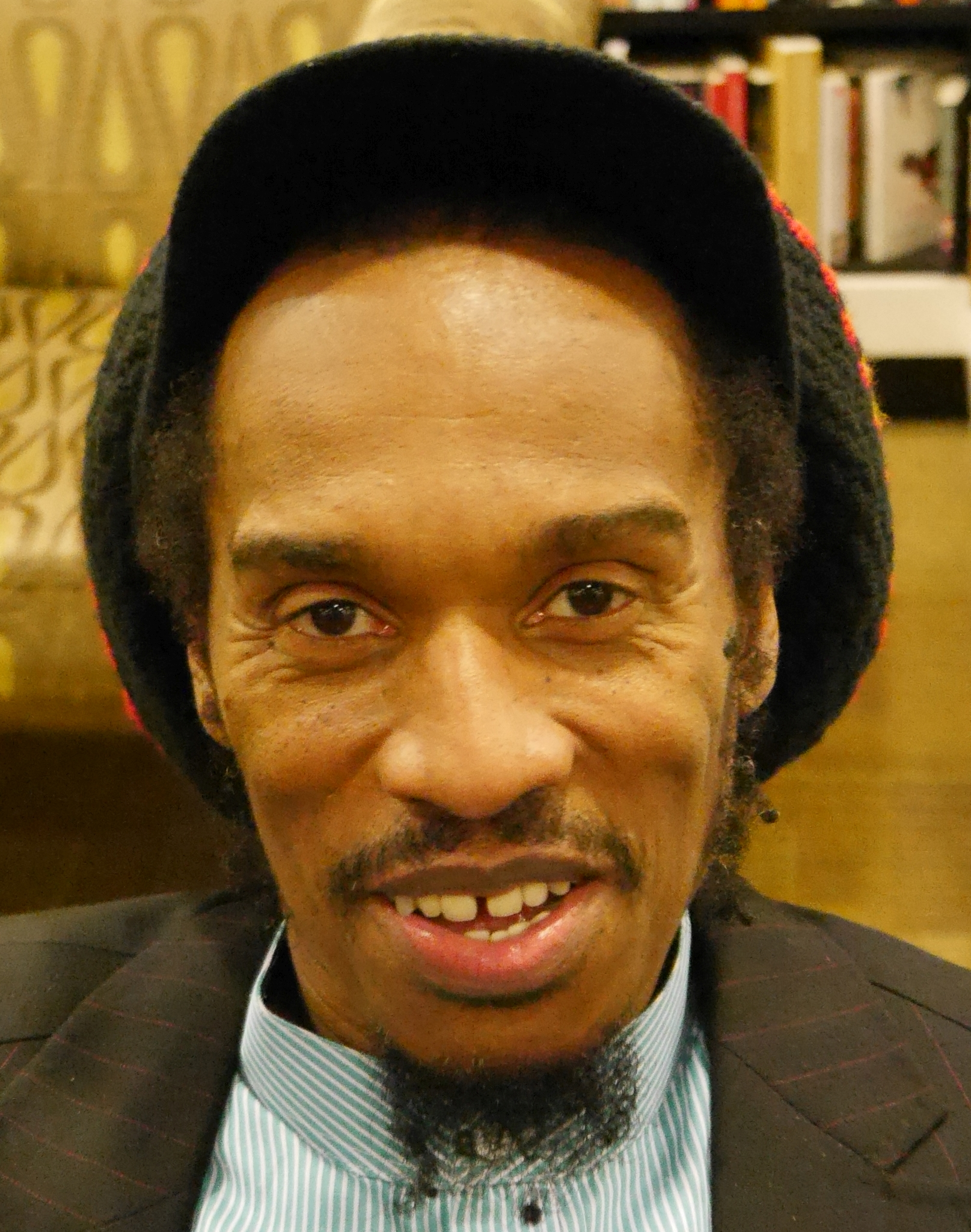
本杰明·泽凡尼

本杰明·泽凡尼（1958年4月15日—2023年12月7日）是英国作家、演员和诗人。本杰明·泽凡尼生于英國伯明翰 。他的父母分別來自巴巴多斯和牙买加。 他曾參演電視劇浴血黑帮。
他也是一名纯素主义者和動物權利運動活动家。2003年，本杰明·泽凡尼被授予大英帝国官佐勋章(OBE)，但他拒絕接受并表示：“当我听到‘帝国’这个词时，我就生气；它让我想起奴隶制，它让我想起数千年的残酷，它让我想起我的祖先被强奸，我的祖先被虐待”。